# San Giovanni in Bragora

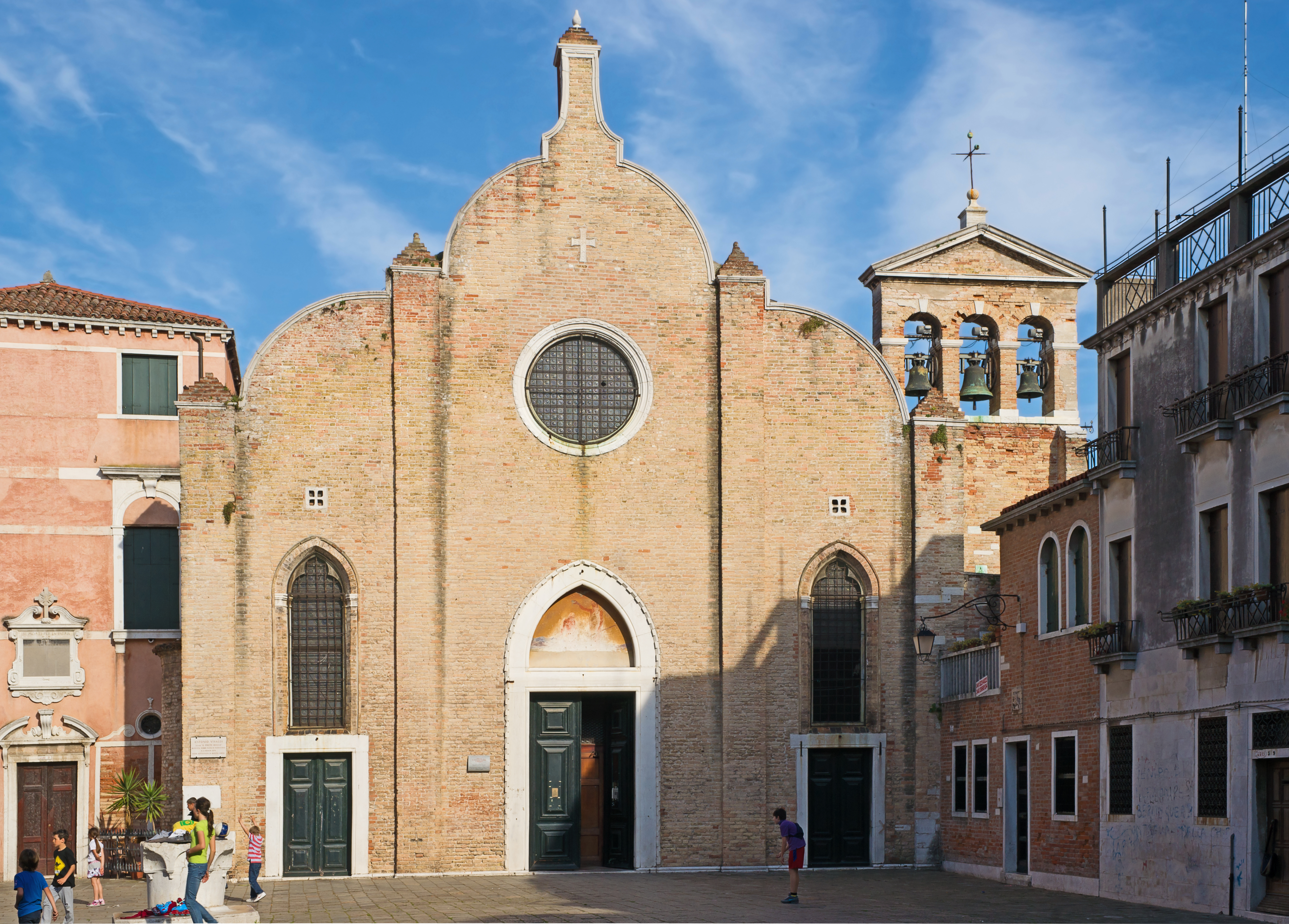
San Giovanni in Bragora

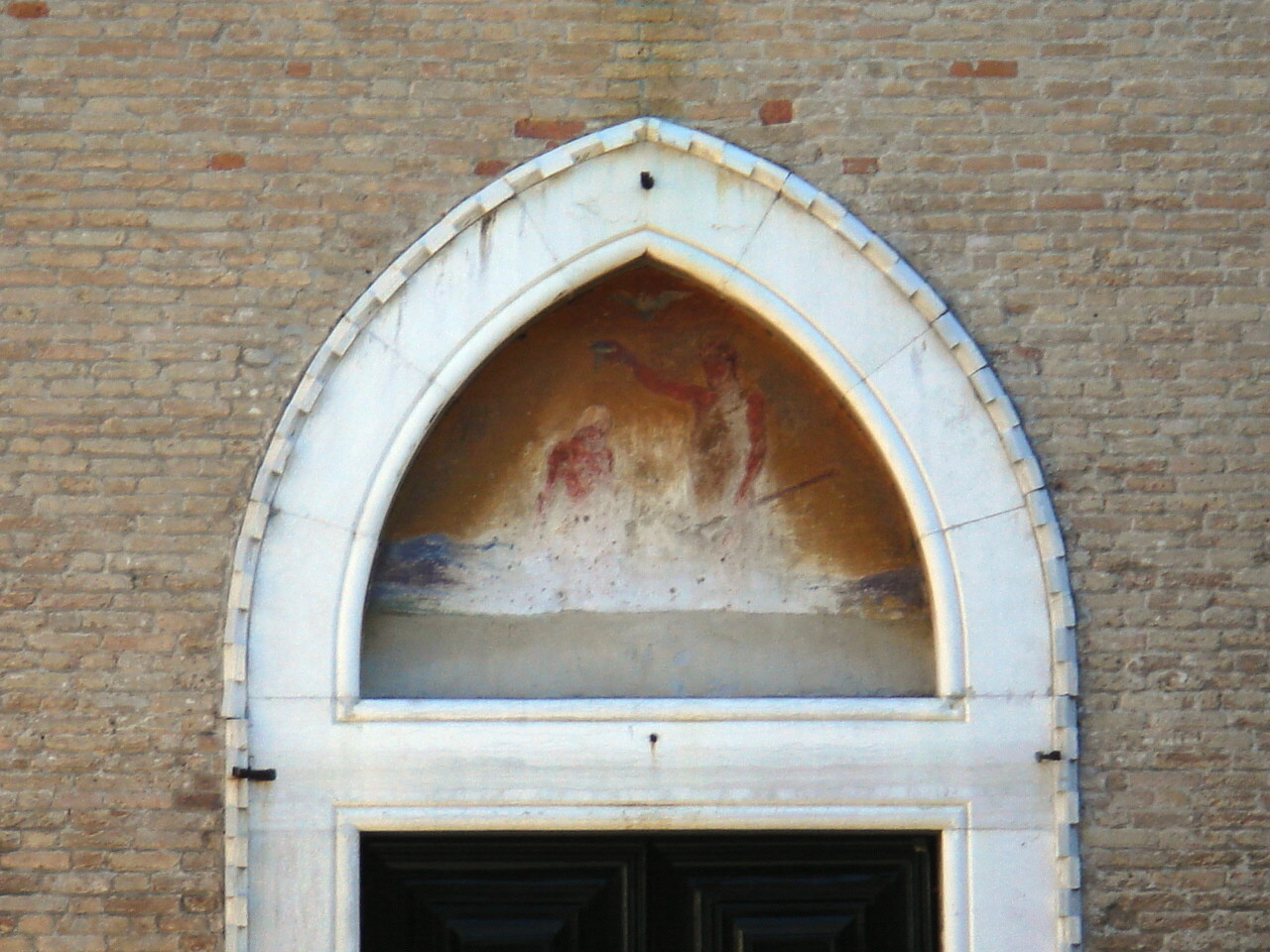
Detailansicht Portal

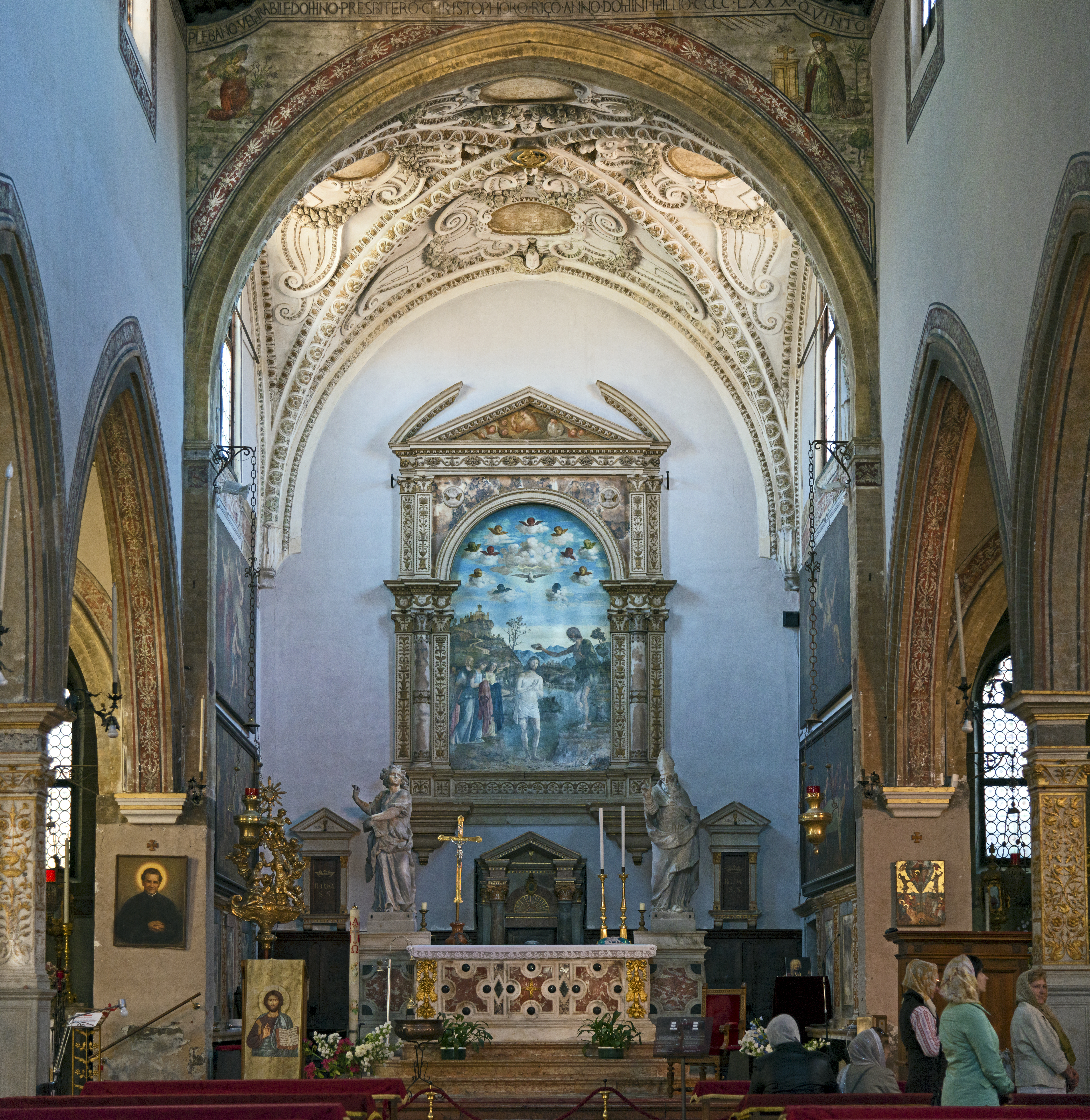
Der Chor

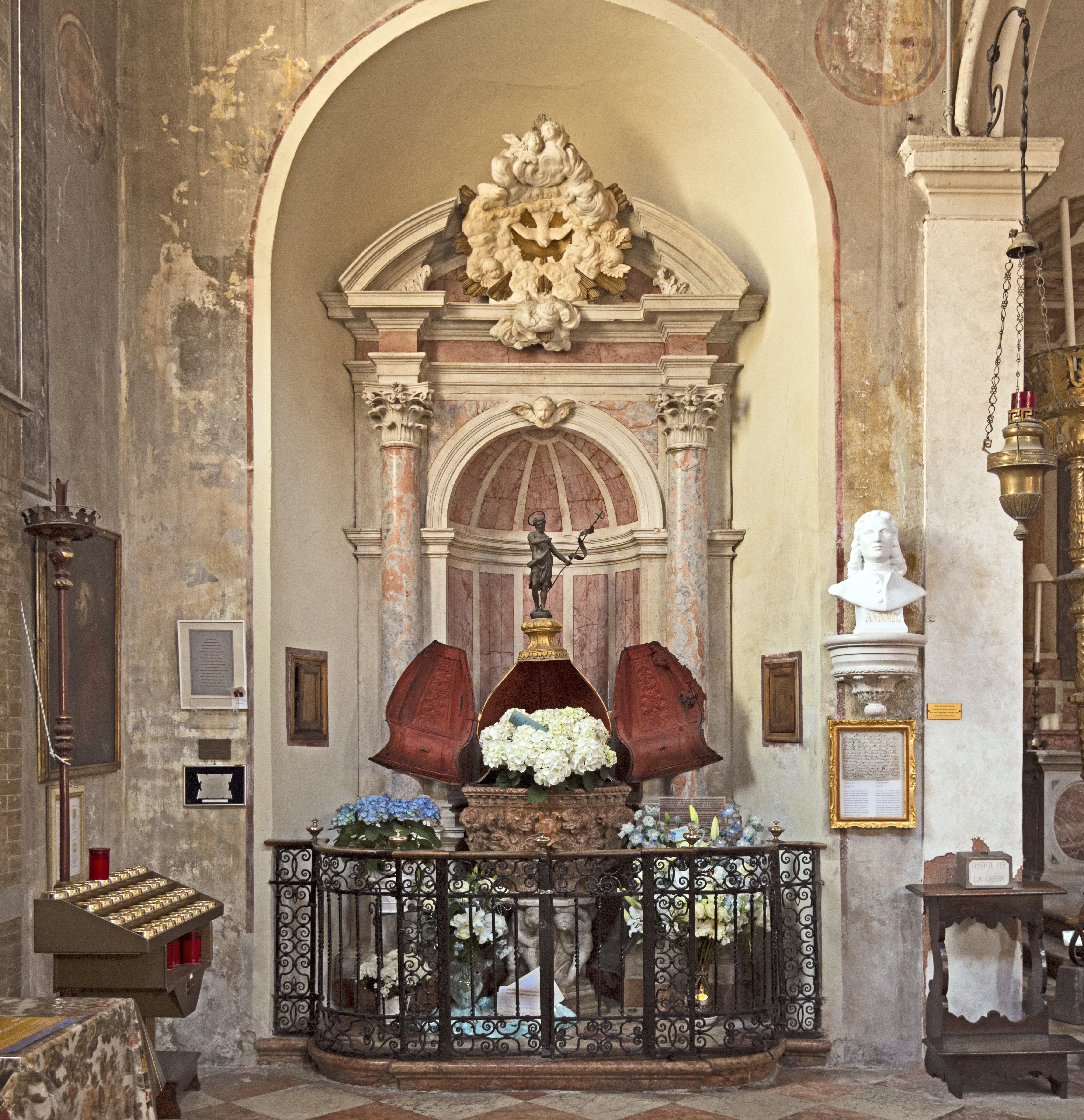
Das Taufbecken

San Giovanni in Bragora aus dem 7. Jahrhundert ist eine der ältesten Kirchen Venedigs. Sie befindet sich am Campo Bandiera e Moro (auch Campo San Giovanni in Bragora) im Sestiere Castello in Venedig. 
Die Herkunft der Bezeichnung in Bragora ist nicht geklärt, möglicherweise ist das griechische Wort agora (= Versammlungsplatz) oder das venezianische brugolare (= in der Fischerei tätig sein) enthalten.

## Geschichte
Nach der Legende geht die Gründung der Kirche auf das 7. Jahrhundert zurück. 629 floh Magnus, Bischof von Oderzo, nach der endgültigen Eroberung seiner Stadt durch die Langobarden nach Venedig. Im Traum erhielt er den göttlichen Auftrag, dort acht Kirchen zu errichten.  Johannes der Täufer soll ihm erschienen sein und den Ort seiner Kirche San Giovanni in Bragora und der benachbarten Kirche San Zaccaria zu Ehren seines Vaters bestimmt haben. 
Im 10. Jahrhundert, unter dem Dogen Pietro II. Candiano, wurde die Kirche neu erbaut, um dort die Reliquien Johannes des Täufers, des Patrons der Kirche, aufzubewahren. sowie 1178. 1090 wurde die Kirche urkundlich erwähnt.
Die Kirche wurde nochmals zwischen 1475 und 1490 umfassend erneuert. Der spätere Papst Paul II. war hier getauft worden und finanzierte San Giovanni in Bragora mit großzügigen Spenden. Baumeister war der Schweizer Sebastiano Mariani, der den alten basilikalen Aufriss beibehielt, dem Bau aber eine strenge dreiteilige Ziegelfassade im venezianisch-gotischen Stil vorgelegt hat.
Bei der Flut von 1966 erlitt die Kirche große Schäden, finanziert wurden die Renovierung und die Restauration des Altarbildes vom WMF.

## Architektur

### Fassade
Die schlichte Ziegelsteinfassade ist im spätgotischen Stil mit lombardischen Einflüssen erbaut. Sie wird von einem mächtigen Dreipass beschlossen im Stil der großen venezianischen Klosterkirchen, wie Santa Maria Gloriosa dei Frari, Santa Maria della Carità, Sant’Aponal, Sant’Andrea de Zirada und der Schola Vecchia della Misericordia. Den Abschluss der Lisenen bilden kleine gemauerte Ziegelpyramiden. Diese unterstreichen die aufstrebende Form der Fassade, die durch die Lisenen entsprechend der Aufteilung im Innenraum dreigeteilt wird. Die Seitenschiffe fügen sich mit Viertelkreisen in den Fassadenabschluss ein und werden von zwei hohen Monoforen mit Spitzbögen belichtet. Das Mittelschiff erhält Licht durch ein Rundfenster, das von einem Kreuz aus istrischem Stein überragt wird, das mit Trauben und Blättern geschmückt ist und vom byzantinischen Vorgängerbau stammt.
Die für den Fassadentyp ungewöhnlichen Seitentüren sind seit 1550 dokumentiert. Die Form des Mittelportals wird durch einen gezackten Rahmen betont. In der Lünette sind noch die Reste eines Freskos der Taufe Jesu aus ca. 1728 zu sehen.
Eine Inschrift erinnert an die Taufe Antonio Vivaldis am 4. März 1678.

### Innen
Das Kircheninnere in Form einer langgestreckten dreischiffigen Basilika schließt mit dem Chor und zwei absidialen Kapellen mit geradem Abschluss ab. Die Aufteilung in drei Schiffe erfolgt durch jeweils acht Säulen mit schmucklosen Kapitellen, auf denen Spitzbögen ruhen, die die Decke in Form eines Schiffsrumpfs tragen. Die Säulen gehören zu den wenigen Elementen, die an den Vorgängerbau von 1178 erinnern.

### Cappella della Beata Vergine Addolorata
Im rechten Seitenschiff hinten rechts am Eingang befindet sich die mehrfach zuletzt 1684 restaurierte Cappella della Beata Vergine Addolorata mit einer Pieta der deutschen Schule des 15. Jahrhunderts aus polychromem Terracotta auf dem Altar. An den Wänden sind Gemälde von Leonardo Corona, die die Dornenkrönung (rechte Seite) und Geißelung (linke Seite) darstellen und wahrscheinlich zusammen mit Gemälden von Palma il Giovane Christus vor Caiphas und Fußwaschung einen einheitlichen Zyklus bildeten.

### Cappella di San Giovanni elemosinario

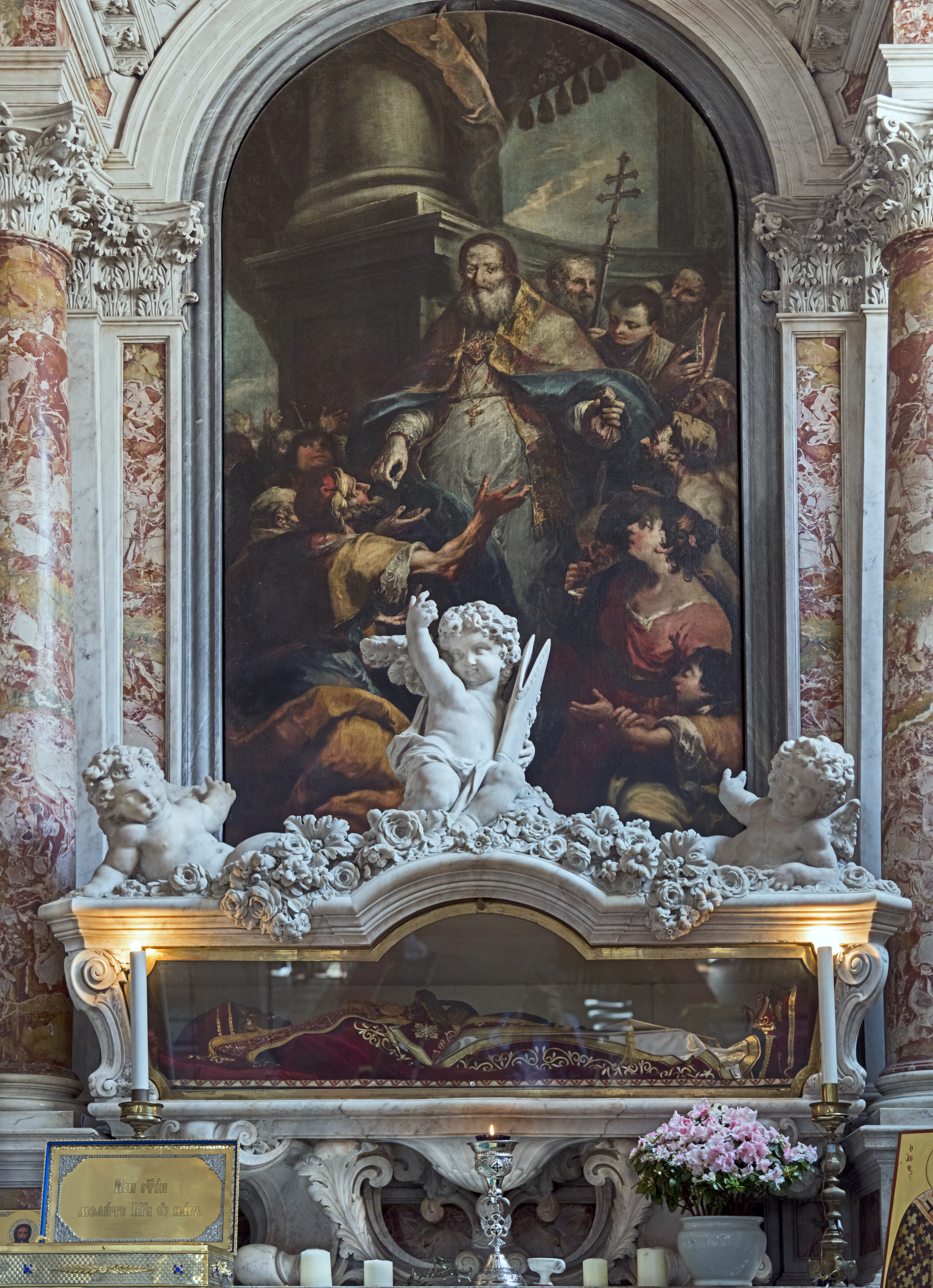
Cappella di San Giovanni elemosinario

Daneben befindet sich die Johannes dem Almosengeber gewidmete Kapelle, die 1481 zur Aufnahme der körperlichen Überreste des Heiligen errichtet wurde. Durch spätere Renovierungen ist deren Ausstattung nicht erhalten. Oberhalb des Reliquienschreins befindet sich ein Gemälde von Jacopo Marieschi, das den Almosen gebenden Heiligen darstellt. Der Schrein und die Ausstattung der Kapelle stammt von dem Bildhauer Anzolo Stae von 1743. In der linken Lünette ist die Überführung des Körpers des hl. Johannes von Jacopo Marieschi dargestellt.

### Eingang zur Sakristei
Links vom Eingang zur Sakristei hängt der Auferstandene Christus von Alvise Vivarini.

### Der Campanile
Der Campanile aus dem 9. Jahrhundert wurde wegen Bauschäden mehrmals renoviert und umgebaut. Eine grundlegende Erneuerung des baufälligen Turms fand während der rund dreißigjährigen Bauzeit der gotischen Basilika statt, 1567–1568 wurde der Turm nach dem Geschmack der Zeit modernisiert, 1708 durch Blitzschlag beschädigt und 1826 ein letztes Mal umgestaltet. 
Auf dem Turm erhebt sich heute eine Renaissance-Ädikula mit Dreiecksgiebel und drei Rundbogenöffnungen, in denen die Glocken aufgehängt sind, bekrönt von einem Kreuz.